# Донские водопады
Донские водопады, также Волченские водопады — водные объекты, которые расположены вблизи посёлка Углеродовского Ростовской области. Один из водопадов носит название «Косы», другой «Две слезы». Располагаются водопады на территории бывшего Замчаловского карьера.

## История
На территории Ростовской области расположено несколько Донских водопадов неподалеку от поселка Углеродовский. Все они находятся на месте территории бывшего Замчаловского карьера. Водопад «Косы» расположен на восточной стороне каньона, на противоположной стороне от него находится водопад «Две слезы», высота которого достигает 10 метров. Вода из одного водного источника достаточно плавно стекает, из другого падает с большой высоты на россыпи камней, на которых вода за много лет оставила следы.
Главой Администрации Волченского сельского поселения были озвучены пожелания, что со временем Донские водопады смогут получить статус природного памятника и это место сможет стать одним из мест туристического маршрута в Ростовской области. По состоянию на 2017 год специальные экскурсии в этом месте не проводятся.